# Europamästerskapen i friidrott 2024 – Damernas 1 500 meter
Damernas 1 500 meter vid europamästerskapen i friidrott 2024 avgjordes mellan den 7 och 9 juni 2024 på Olympiastadion i Rom i Italien.
Guldet togs av irländska Ciara Mageean efter ett lopp på 4 minuter och 4,66 sekunder. Silvret togs av brittiska Georgia Bell och bronset togs av franska Agathe Guillemot.

## Rekord
| Rekord inför EM 2024 | Rekord inför EM 2024    | Rekord inför EM 2024 | Rekord inför EM 2024 | Rekord inför EM 2024 |
| -------------------- | ----------------------- | -------------------- | -------------------- | -------------------- |
| Världsrekord         | Faith Kipyegon (KEN)    | 3.49,11              | Florens, Italien     | 2 juni 2023          |
| Europarekord         | Sifan Hassan (NED)      | 3.51,95              | Doha, Qatar          | 5 oktober 2019       |
| Mästerskapsrekord    | Tatiana Tomasjova (RUS) | 3.56,91              | Göteborg, Sverige    | 13 augusti 2006      |
| Världsårsbästa       | Gudaf Tsegay (ETH)      | 3.50,30              | Xiamen, Kina         | 20 april 2024        |
| Europaårsbästa       | Laura Muir (GBR)        | 3.56,35              | Eugene, USA          | 25 maj 2024          |

## Program
Alla tider är lokal tid (UTC+1)
| Datum       | Tid   | Omgång      |
| ----------- | ----- | ----------- |
| 7 juni 2024 | 11:45 | Försöksheat |
| 9 juni 2024 | 22:36 | Final       |

## Resultat

### Försöksheat
De sex snabbaste i varje heat 0Q0 gick vidare till final.
| Placering | Heat | Namn                   | Nationalitet   | Tid     | Noteringar |
| --------- | ---- | ---------------------- | -------------- | ------- | ---------- |
| 1         | 1    | Jemma Reekie           | Storbritannien | 4.06,68 | 0Q0        |
| 2         | 1    | Ludovica Cavalli       | Italien        | 4.06,76 | 0Q0        |
| 3         | 1    | Ciara Mageean          | Irland         | 4.06,81 | 0Q0        |
| 4         | 1    | Salomé Afonso          | Portugal       | 4.06,83 | 0Q0        |
| 5         | 1    | Yolanda Ngarambe       | Sverige        | 4.06,96 | 0Q0        |
| 6         | 1    | Esther Guerrero        | Spanien        | 4.07,01 | 0Q0        |
| 7         | 1    | Sara Lappalainen       | Finland        | 4.07,39 | 0SB0       |
| 8         | 1    | Vera Hoffmann          | Luxemburg      | 4.10,43 |            |
| 9         | 1    | Elise Vanderelst       | Belgien        | 4.11,03 |            |
| 10        | 1    | Sintayehu Vissa        | Italien        | 4.11,22 |            |
| 11        | 2    | Agathe Guillemot       | Frankrike      | 4.11,92 | 0Q0        |
| 12        | 2    | Georgia Bell           | Storbritannien | 4.12,01 | 0Q0        |
| 13        | 2    | Katie Snowden          | Storbritannien | 4.12,17 | 0Q0        |
| 14        | 2    | Sarah Healy            | Irland         | 4.12,30 | 0Q0        |
| 15        | 2    | Aleksandra Płocińska   | Polen          | 4.12,53 | 0Q0        |
| 16        | 2    | Marta Pérez            | Spanien        | 4.12,63 | 0Q0        |
| 17        | 1    | Ingeborg Østgård       | Norge          | 4.12,73 |            |
| 18        | 2    | Kristiina Sasínek Mäki | Tjeckien       | 4.12,76 |            |
| 19        | 2    | Marissa Damink         | Nederländerna  | 4.13,16 |            |
| 20        | 2    | Hanna Hermansson       | Sverige        | 4.13,34 |            |
| 21        | 1    | Sofia Ennaoui          | Polen          | 4.13,71 |            |
| 22        | 1    | Joceline Wind          | Schweiz        | 4.15,06 |            |
| 23        | 2    | Martyna Galant         | Polen          | 4.15,31 |            |
| 24        | 2    | Amalie Sæten           | Norge          | 4.16,07 |            |
| 25        | 2    | Sivan Auerbach         | Israel         | 4.16,15 |            |
| 26        | 2    | Nele Weßel             | Tyskland       | 4.16,54 | qR         |
| 27        | 1    | Lenuta Simiuc          | Rumänien       | 4.23,56 |            |
|           | 2    | Marta Zenoni           | Italien        | 0DSQ0   |            |
|           | 1    | Bérénice Cleyet-Merle  | Frankrike      | 0DNF0   |            |

### Final
| Placering | Namn                 | Nationalitet   | Tid     | Noteringar |
| --------- | -------------------- | -------------- | ------- | ---------- |
| 1         | Ciara Mageean        | Irland         | 4.04,66 |            |
| 2         | Georgia Bell         | Storbritannien | 4.05,33 |            |
| 3         | Agathe Guillemot     | Frankrike      | 4.05,69 |            |
| 4         | Esther Guerrero      | Spanien        | 4.06,03 |            |
| 5         | Jemma Reekie         | Storbritannien | 4.06,17 |            |
| 6         | Marta Pérez          | Spanien        | 4.06,32 |            |
| 7         | Sarah Healy          | Irland         | 4.06,77 |            |
| 8         | Salomé Afonso        | Portugal       | 4.06,80 |            |
| 9         | Katie Snowden        | Storbritannien | 4.06,83 |            |
| 10        | Yolanda Ngarambe     | Sverige        | 4.07,59 |            |
| 11        | Nele Weßel           | Tyskland       | 4.07,76 |            |
| 12        | Aleksandra Płocińska | Polen          | 4.09,07 |            |
| 13        | Ludovica Cavalli     | Italien        | 4.35,60 |            |